# Pescozada (caballería)
Entre las solemnes ceremonias con que se armaba caballero en la Edad Media figuraba la pescozada, que consistía en dar el padrino al aspirante un golpe con la mano en el pescuezo o en la cabeza.

## Significado y procedimiento
El significado, según unos, era para que el novel caballero recordase los juramentos que acababa de hacer y, según otros, para recordarle que aquel era el último ultraje o injuria que debía tolerar. Según Pellicer, en sus notas al Quijote, el golpe se daba en el suelo para que se despertarse y no durmiese en cosas de caballería.

## Crónica de Alfonso XI
La Crónica de Alfonso XI, que describe puntualmente la ceremonia de hacerse caballero dicho rey, después de decir que veló las armas, oyó misa y demás, añade: "Et ciñóse la espada, tomando él por sí mismo todas las armas del altar de Santiago, que se las non dio otro ninguno, et la imagen de Santiago, que estaba encima del altar, llegóse el rey a ella et fízole que le diese la pescozada en el carriello".
- El contenido de este artículo incorpora material del tomo 43 de la Enciclopedia Universal Ilustrada Europeo-Americana (Espasa), cuya publicación fue anterior a 1945, por lo que se encuentra en el dominio público.

- Datos: Q6073237